# Paul Cohen (Mathematiker)
Paul Joseph Cohen (* 2. April 1934 in Long Branch, New Jersey, Vereinigte Staaten; † 23. März 2007 in Stanford, Kalifornien) war ein US-amerikanischer Logiker und Mathematiker. Er war Träger der Fields-Medaille.

## Leben und Werk
Cohen besuchte bis 1950 die Stuyvesant High School in New York City, danach das Brooklyn College in New York bis 1953, um dann an der University of Chicago zu studieren, wo er 1958 bei Antoni Zygmund mit einem Thema über trigonometrische Reihen (Eindeutigkeitssätze für Fourierreihen) promovierte. 1958/59 war er am Massachusetts Institute of Technology (MIT) als Moore-Instructor und von 1959 bis 1961 am Institute for Advanced Study in Princeton. 1961 ging er an die Stanford University in Kalifornien, wo er 1964 Professor wurde. 1962 wurde er Sloan Research Fellow.
Er entwickelte 1963 die sogenannte „Forcing“- oder „Erzwingungs“-Methode, mit deren Hilfe er beweisen konnte, dass die Kontinuumshypothese nicht mit den üblichen Axiomen der Mathematik, den mengentheoretischen ZFC-Axiomen (siehe Zermelo-Fraenkel-Mengenlehre), beweisbar ist. Zusammen mit Kurt Gödel, der mit seinem konstruktiblen Universum gezeigt hatte, dass die Kontinuumshypothese aus den ZFC-Axiomen nicht widerlegbar ist, hat Cohen so eine Antwort auf das erste Hilbertsche Problem gefunden.
Ebenso konnte Cohen zeigen, dass das Auswahlaxiom nicht aus den Zermelo-Fraenkel-Axiomen folgt, das heißt, dass es unabhängig von den ZF-Axiomen ist (da Kurt Gödel zuvor gezeigt hatte, dass unter der Annahme der Widerspruchsfreiheit von ZF ebenfalls ZFC widerspruchsfrei ist).
Die Forcing-Methode ist auch heute noch in der Mengenlehre die wichtigste Grundlage für Unabhängigkeitsresultate (d. h. für Beweise, die die Unbeweisbarkeit von mathematischen Aussagen zeigen).
Daneben arbeitete er auch über partielle Differentialgleichungen und Maßtheorie. 1969 gab er einen konstruktiven Beweis des Satzes von Ax-Kochen (bewiesen 1965 von James Ax und Simon Kochen).
Für seine Arbeit erhielt Cohen 1966 die Fields-Medaille, ebenso wurde ihm 1964 der Bôcher Memorial Prize verliehen. 1964 wurde er in die American Academy of Arts and Sciences gewählt, 1967 in die National Academy of Sciences und 1972 in die American Philosophical Society. 1973 wurde er Ehrenmitglied der London Mathematical Society.
Zu seinen Doktoranden zählt Peter Sarnak.

## Veröffentlichungen
Einige Arbeiten von Cohen (u. a. zur Kontinuumshypothese) sind auf den Seiten der Proceedings of the National Academy of Sciences zu finden.
- The independence of the continuum hypothesis. In: Proceedings of the National Academy of Sciences of the United States of America. Band 50, Nr. 6, Dezember 1963, ISSN 0027-8424, S. 1143–1148, doi:10.1073/pnas.50.6.1143, PMID 16578557, PMC 221287 (freier Volltext), bibcode:1963PNAS...50.1143C (englisch).
- The independence of the continuum hypothesis, II. In: Proceedings of the National Academy of Sciences of the United States of America. Band 51, Nr. 1, Januar 1964, S. 105–110, doi:10.1073/pnas.51.1.105, PMID 16591132, PMC 300611 (freier Volltext), bibcode:1964PNAS...51..105C (englisch).
- The discovery of forcing. In: Rocky Mountain Mathematics Consortium (Hrsg.): Rocky Mountain Journal of Mathematics. Band 32, Nr. 4, 2002, S. 1071–1100, doi:10.1216/rmjm/1181070010.
  - Wie ich »Forcing« entdeckte (= Die weltweit besten mathematischen Artikel im 21. Jahrhundert. Nr. 7). e-enterprise, Lemgo 2017, ISBN 978-3-945059-38-8 (140 S., englisch: The discovery of forcing. Tempe, Ariz. 2002. Übersetzt von Marietta Ehret).
- Set Theory and the Continuum Hypothesis. W. A. Benjamin, New York 1966, OCLC 291078 (englisch, Scan der Neuauflage, Courier Corporation, 2008 in der Google-Buchsuche).